# تاتسويا تاناكا (لاعب كرة قدم مواليد 1992)
تاتسويا تاناكا (باليابانية: 田中 達也) (9 يونيو 1992 في فوكوكا في اليابان – )؛ هو لاعب كرة قدم ياباني سابق كان يلعب كمهاجم.

## وصلات خارجية
- تاتسويا تاناكا (1992) على موقع رابطة كرة القدم اليابانية للمحترفين (اليابانية)
- تاتسويا تاناكا (1992) على موقع قاعدة بيانات كرة القدم.إي يو (الإنجليزية)
- تاتسويا تاناكا (1992) على موقع Soccerway.com (الإنجليزية)
- تاتسويا تاناكا (1992) على موقع عالم كرة القدم.نت (الإنجليزية)